# Seigo Narazaki
Seigo Narazaki (楢﨑 正剛, Narazaki Seigo, Nara, 15 april 1976) is een Japans voormalig voetballer die als doelman speelde.

## Carrière
Seigo Narazaki speelde tussen 1995 en 1998 voor Yokohama Flügels. Hij tekende in 1999 bij Nagoya Grampus.

## Japans voetbalelftal
Seigo Narazaki debuteerde in 1998 in het Japans nationaal elftal en speelde 77 interlands.

## Statistieken
| Japans voetbalelftal | Japans voetbalelftal | Japans voetbalelftal |
| Jaar                 | Wed.                 | Dlp.                 |
| -------------------- | -------------------- | -------------------- |
| 1998                 | 2                    | 0                    |
| 1999                 | 3                    | 0                    |
| 2000                 | 9                    | 0                    |
| 2001                 | 1                    | 0                    |
| 2002                 | 10                   | 0                    |
| 2003                 | 12                   | 0                    |
| 2004                 | 9                    | 0                    |
| 2005                 | 4                    | 0                    |
| 2006                 | 0                    | 0                    |
| 2007                 | 1                    | 0                    |
| 2008                 | 12                   | 0                    |
| 2009                 | 6                    | 0                    |
| 2010                 | 8                    | 0                    |
| Totaal               | 77                   | 0                    |